# Cypriotisch voetbalkampioenschap 2001/02
In 2001/02 werd het 64e Cypriotische voetbalkampioenschap gespeeld. APOEL FC won de competitie voor 17e keer.

## Stadions
| Team           | Stadion                     |
| -------------- | --------------------------- |
| AEK            | GSZ Stadion                 |
| AEL            | Tsirion Stadium             |
| AEP            | Pafiako Stadion             |
| Alki           | GSZ Stadion                 |
| Anorthosis     | Antonis Papadopoulosstadion |
| APOEL          | GSP Stadion                 |
| Apollon        | Tsirion Stadium             |
| Doxa Katokopia | Peristerona Stadium         |
| Ethnikos Assia | Makariostadion              |
| Ethnikos Achna | Dasaki Stadion              |
| ENP            | Paralimni Stadium           |
| Ermis          | Aradippou Municipal Stadion |
| Olympiakos     | GSP Stadium                 |
| Omonia         | GSP Stadium                 |

## Stand
| Pos | Team                  | Wed | W  | G | V  | Ptn | DV | DT  | +/− | Kwalificatie of degradatie                                         |
| --- | --------------------- | --- | -- | - | -- | --- | -- | --- | --- | ------------------------------------------------------------------ |
| 1   | APOEL (C)             | 26  | 18 | 5 | 3  | 59  | 66 | 22  | +44 | Gekwalificeerd voor Eerste voorronde UEFA Champions League 2002/03 |
| 2   | Anorthosis Famagusta  | 26  | 18 | 4 | 4  | 58  | 71 | 31  | +40 | Gekwalificeerd voor Voorronde UEFA Cup 2002/03                     |
| 3   | AEL Limassol          | 26  | 17 | 3 | 6  | 54  | 47 | 27  | +20 | Gekwalificeerd voor Voorronde UEFA Cup 2002/03                     |
| 4   | Omonia                | 26  | 17 | 2 | 7  | 53  | 56 | 35  | +21 |                                                                    |
| 5   | Olympiakos Nicosia    | 26  | 13 | 3 | 10 | 42  | 53 | 45  | +8  |                                                                    |
| 6   | Ethnikos Achna        | 26  | 13 | 3 | 10 | 42  | 46 | 38  | +8  |                                                                    |
| 7   | AEK Larnaca           | 26  | 13 | 2 | 11 | 41  | 56 | 42  | +14 |                                                                    |
| 8   | Enosis Neon Paralimni | 26  | 11 | 6 | 9  | 39  | 42 | 38  | +4  | Gekwalificeerd voor Voorronde UEFA Intertoto Cup 2002              |
| 9   | AEP Paphos            | 26  | 11 | 5 | 10 | 38  | 54 | 45  | +9  |                                                                    |
| 10  | Apollon Limassol      | 26  | 10 | 6 | 10 | 36  | 56 | 48  | +8  |                                                                    |
| 11  | Alki Larnaca          | 26  | 8  | 7 | 11 | 28  | 37 | 37  | 0   |                                                                    |
| 12  | Ethnikos Assia (R)    | 26  | 5  | 2 | 19 | 17  | 39 | 70  | −31 | Degradatie naar B' Kategoria 2002/03                               |
| 13  | Doxa Katokopia (R)    | 26  | 2  | 3 | 21 | 9   | 30 | 84  | −54 | Degradatie naar B' Kategoria 2002/03                               |
| 14  | Ermis Aradippou (R)   | 26  | 0  | 1 | 25 | 1   | 16 | 107 | −91 | Degradatie naar B' Kategoria 2002/03                               |

1. ↑  Alki kreeg 3 punten vermindering voor te laat betalen aan het voormalige voetbalcoach.

## Resultaten
| Thuis \ Uit    | AEK | AEL | AEP | ALK | ANR | APN | APL | DXK  | EAC | EAS | ENP | ERM | OLM | OMN |
| -------------- | --- | --- | --- | --- | --- | --- | --- | ---- | --- | --- | --- | --- | --- | --- |
| AEK            |     | 3–4 | 0–1 | 2–1 | 0–1 | 1–1 | 1–3 | 6–1  | 6–3 | 1–2 | 4–3 | 4–0 | 3–4 | 3–0 |
| AEL            | 0–1 |     | 2–1 | 2–0 | 1–1 | 1–1 | 1–0 | 4–1  | 2–1 | 1–2 | 3–0 | 2–1 | 2–0 | 2–0 |
| AEP            | 1–1 | 2–1 |     | 2–2 | 2–4 | 1–1 | 3–1 | 6–0  | 6–3 | 1–2 | 4–1 | 4–3 | 3–2 | 0–1 |
| Alki           | 0–1 | 1–3 | 1–1 |     | 1–0 | 2–2 | 4–1 | 1–1  | 2–0 | 0–1 | 0–2 | 2–0 | 3–2 | 2–3 |
| Anorthosis     | 3–2 | 2–2 | 3–2 | 4–1 |     | 3–2 | 4–2 | 2–0  | 5–0 | 1–0 | 2–2 | 8–0 | 4–0 | 1–3 |
| APOEL          | 4–0 | 2–1 | 3–0 | 2–0 | 1–3 |     | 3–1 | 3–0  | 2–0 | 3–1 | 2–0 | 3–0 | 2–0 | 3–0 |
| Apollon        | 2–0 | 0–2 | 2–2 | 2–1 | 1–2 | 2–2 |     | 2–1  | 4–3 | 2–2 | 2–0 | 8–1 | 3–1 | 2–2 |
| Doxa Katokopia | 1–2 | 1–2 | 2–6 | 1–2 | 1–3 | 0–3 | 2–2 |      | 2–0 | 1–2 | 2–3 | 5–0 | 1–5 | 0–2 |
| Ethnikos Assia | 0–3 | 1–2 | 0–1 | 1–1 | 0–2 | 1–5 | 6–3 | 2–0  |     | 3–1 | 1–2 | 7–1 | 0–3 | 0–2 |
| Ethnikos Achna | 1–2 | 0–3 | 3–0 | 0–0 | 2–4 | 1–4 | 0–1 | 6–0  | 3–2 |     | 2–1 | 4–1 | 3–1 | 1–2 |
| ENP            | 0–2 | 2–1 | 1–0 | 1–1 | 1–1 | 2–3 | 2–1 | 4–0  | 4–1 | 0–0 |     | 1–0 | 2–0 | 2–2 |
| Ermis          | 1–5 | 0–1 | 1–4 | 0–4 | 1–8 | 0–5 | 0–7 | 2–2  | 1–3 | 0–3 | 0–3 |     | 2–4 | 0–3 |
| Olympiakos     | 3–2 | 3–0 | 4–1 | 2–0 | 2–0 | 0–3 | 1–1 | 3–2  | 1–1 | 3–2 | 2–2 | 4–1 |     | 3–1 |
| Omonia         | 2–1 | 1–2 | 1–0 | 1–5 | 2–0 | 2–1 | 2–1 | 11–3 | 6–0 | 1–2 | 2–1 | 3–0 | 1–0 |     |

## Topscores
| Rank | Spelers            | Club                 | Doelpunten |
| ---- | ------------------ | -------------------- | ---------- |
| 1    | Wojciech Kowalczyk | Anorthosis Famagusta | 22         |

## Kampioen
| 2001/02                       |
| Cyprus                        |
| ----------------------------- |
| APOEL FC Kampioen (17° titel) |

1934/35 · 1935/36 · 1936/37 · 1937/38 · 1938/39 · 1939/40 · 1940/41 · 1941/42 · 1942/43 · 1943/44 ·  1944/45 · 1945/46 · 1946/47 · 1947/48 · 1948/49 · 1949/50 · 1950/51 · 1951/52 · 1952/53 · 1953/54 · 1954/55 · 1955/56 · 1956/57 · 1957/58 · 1958/59 ·  1959/60 · 1960/61 · 1961/62 · 1962/63 · 1963/64 · 1964/65 · 1965/66 · 1966/67 · 1967/68 · 1968/69 · 1969/70 · 1970/71 · 1971/72 · 1972/73 · 1973/74 · 1974/75 · 1975/76 · 1976/77 · 1977/78 · 1978/79 · 1979/80 · 1980/81 · 1981/82 · 1982/83 · 1983/84 · 1984/85 · 1985/86 · 1986/87 · 1987/88 · 1988/89 · 1989/90 · 1990/91 · 1991/92 · 1992/93 · 1993/94 · 1994/95 · 1995/96 · 1996/97 · 1997/98 · 1998/99 · 1999/00 · 2000/01 · 2001/02 · 2002/03 · 2003/04 · 2004/05 · 2005/06 · 2006/07 · 2007/08 · 2008/09 · 2009/10 · 2010/11 · 2011/12 · 2012/13 · 2013/14 · 2014/15 · 2015/16 · 2016/17 · 2017/18 · 2018/19 · 2019/20 · 2020/21 · 2021/22